# Aphrophora okinawana
Aphrophora okinawana är en insektsart som beskrevs av Matsumura 1936. Aphrophora okinawana ingår i släktet Aphrophora och familjen spottstritar. Inga underarter finns listade i Catalogue of Life.